# Volfs paradoks
Volfs paradoks: Den dansk-amerikanske fysiker og forsker Chr. A. Volf skriver, at ligevægten kan opfattes som en dimension af hørelsen, dvs. af sanseorganerne i det indre øre. 
Ligevægtsorganet i det indre øre antages at skabe og opretholde kropsbalancen, skriver Volf. Imidlertid viser det faktum at mennesker, der af den ene eller den anden grund ikke besidder noget indre øre, alligevel kan udvikle en fremragende kropsbalance, at vi opretholder vor ligevægt på trods af buegangene i det indre øre og ikke på grund af dem.
Volfs paradoks tillægger på den måde det indre øre og dets funktioner en afgørende rolle for legemets fysiske, intellektuelle og psykiske funktioner.

## Henvisning
- Chr. A. Volf, "A Theory of Equilibrium as the Fourth Dimension of Hearing", i Kaare p Johannesen, Ordblinde børn, København: Borgens Forlag, 1992. Side 171 ff.